# Luka Grubor
Luka Grubor (Zagabria, 27 dicembre 1973) è un ex canottiere croato naturalizzato britannico.

## Palmarès

### Olimpiadi
- 1 medaglia:
  - 1 oro (Sydney 2000 nell'otto)

### Mondiali
- 2 medaglie:
  - 1 oro (Siviglia 2002 nel quattro con)
  - 1 argento (St. Catharines 1999 nell'otto)